# 晋江文学城
晉江文學城（曾名：晉江原創網）是一家總部位於中國北京的原創網絡文學網站與網絡文學交流論壇，佔據中國大陸女性圖書市場的八成份額。2023年8月1日，晉江文學城慶祝成立20年。

## 網站概況
全站由四部分组成，分别是言情站、纯爱/无cp站、衍生/轻小说站与原创小说站。

## 網站榮譽
| 年度 | 颁发单位                         | 荣誉                                 |
| ---- | -------------------------------- | ------------------------------------ |
| 2008 | 中国当代文学研究会               | 2007年度优秀文学网站TOP20奖          |
| 2008 | 中国当代文学研究会               | 十大最具影响力文学网站奖             |
| 2008 | 中国版权博览会                   | 2008原创网络文学评选优秀奖           |
| 2008 | 中国版权博览会                   | 2008原创文学网站优秀奖               |
| 2010 | 北京市委宣传部和北京网络媒体协会 | 最佳小说推荐网站奖                   |
| 2010 | 国际版权博览会                   | 年度最佳文学网站                     |
| 2016 | 国家新闻出版广电总局             | 2016年度图书版权输出奖励计划部分奖励 |

## 相關爭議
- 2008年，廣州市花季文化傳播有限公司以原晉江文學城就其擁有著作權的578部作品未經許可便擅自傳播并提供下載起訴至北京市海淀區人民法院。經法院一審并經北京市第一中級人民法院二審定谳裁定晉江文學城侵權并賠償。[4]
- 2011年，由於晉江文學城運營方技術原因缺失（作家無法適時更新、讀者無法正常登錄、閱讀等）導致網站大規模系統資源無法正常開啟、傳輸，並影響充值系統，致付費用戶之虛擬財產丟失。受此影響，晉江文學城出現大規模作者及用戶出走并引發信任危機。[5]
- 2014年，晉江文學城簽約作者“長著翅膀的大灰狼”（本名：丁一）因“販賣淫穢物品牟利罪”遭起訴。據作者本人交代，“當時與其聯繫的晉江文學城責任編輯告訴其要寫一些露骨的內容以有利於銷售，她按要求將作品添加淫穢內容後將電子稿件發送給晉江主編，由該主編上傳至晉江文學城定製版塊，所印製銷售圖書的獲利按二八分成。”目前作者被判緩刑三年半。[6]
- 2019年5月，晉江文學城登载的《不知悔改的男人》《妖孽养成日记》等作品因涉嫌传播淫秽色情内容，遭到北京市“扫黄打非”办公室等部门调查。晉江文學城负责人表示，将主动配合执法机关依法查处，并启动整改工作，自当日起关停所渉问题突出的“古代纯爱频道”下的“东方架空”栏目及“衍生纯爱频道”下的“东方幻想”栏目，停止更新原创分站15天[7]。7月15日，晉江文學城被全國「掃黃打非」工作小組辦公室责令于当晚8時起停止更新、停止經營性業務15天，并在首頁登載整改公告，並予相關行政處罰[8]。
- 2019年8月14日，扫黄打非办发布《网络文学专项整治取得阶段性进展》，指晋江文学城签约写手袁某某、唐某涉及销售非法、淫秽出版物，已被司法处理。网友推测袁某某即是知名写手墨香铜臭。8月19日，晋江文学城发布声明称“我网站从未收到管理部门协助调查相关事情的要求，网站及网站工作人员也从未主动或被动提供任何所谓的相关证据或线索。”将对“晋江文学城主动配合官方调查、提供证据致墨香铜臭被抓”的谣言追究法律责任[9]。

## 資本架構

### 主要股東
| 股東                     | 出資比例 | 出資額（人民幣） |
| ------------------------ | -------- | ---------------- |
| 上海宏文网络科技有限公司 | 50%      | 555萬元          |
| 黃艷明                   | 30%      | 333萬元          |
| 劉旭東                   | 20%      | 222萬元          |

### 公司高管
- 董事長（兼總經理）：黃艷明
- 董事：劉旭東、梁曉東、趙錦程、司晉琦
- 監事：王錚

### 分支機構
- 北京晉江原創網絡科技有限公司朝陽分公司（法人代表：劉旭東）

### 投資公司
- 北京晉江奇境網絡科技有限公司（法人代表：劉旭東）
- 張家口市境界網絡信息服務有限公司（法人代表：黃艷明）

## 外部連結
- 晉江文學城 （页面存档备份，存于）
- 晉江論壇 （页面存档备份，存于）